# Кривцов, Павел Иванович
Павел Иванович Кривцов (1806— 12 августа 1844) — дипломат, первый секретарь русского посольства в Риме, брат декабриста Сергея и Николая Кривцова.

## Биография

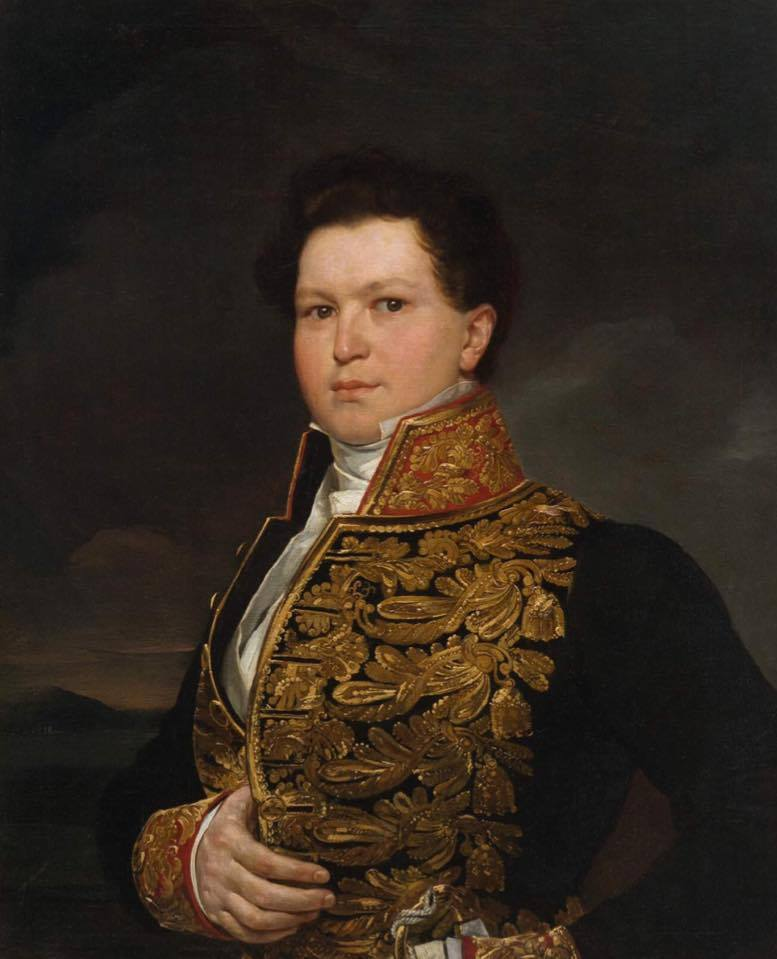
Портрет кисти Карла Брюллова, 1830-е

Происходил из небогатых орловских дворян, состоявших в близком родстве с отцом И. С. Тургенева — С. Н. Тургеневым. Младший сын Ивана Васильевича Кривцова от его брака с Верой Ивановной Карповой. 
Воспитывался вместе с братом Сергеем на средства императора Александра в знаменитом пансионе Феленберга в Гофвиле (Швейцария). Службу начал в марте 1823 года актуариусом в коллегии иностранных дел при русской миссии в Берлине; в августе 1826 года был переведен в Рим, где и протекла вся его дальнейшая дипломатическая служба. Состоял вторым секретарем русского посольства, затем (с декабря 1834 года) первым, кроме того, неоднократно исправлял обязанности поверенного в делах. 
В придворном звании Кривцов находился с 1828 года, когда был пожалован в камер-юнкеры, а с 1835 года был в звании камергера. С января 1840 года был начальником русских художников, посылаемых Академией художеств за границу. Занимался закупками произведений итальянского искусства для русского двора. Участвовал в воссоздании Георгиевского зала Зимнего дворца, убедив архитекторов использовать не просто каррарский мрамор, а заказать изготовление всех деталей у итальянских мастеров. Им же были предложены и в дальнейшем осуществлены корректировки проекта. С 1843 года почетный вольный общник Императорской Академии художеств.

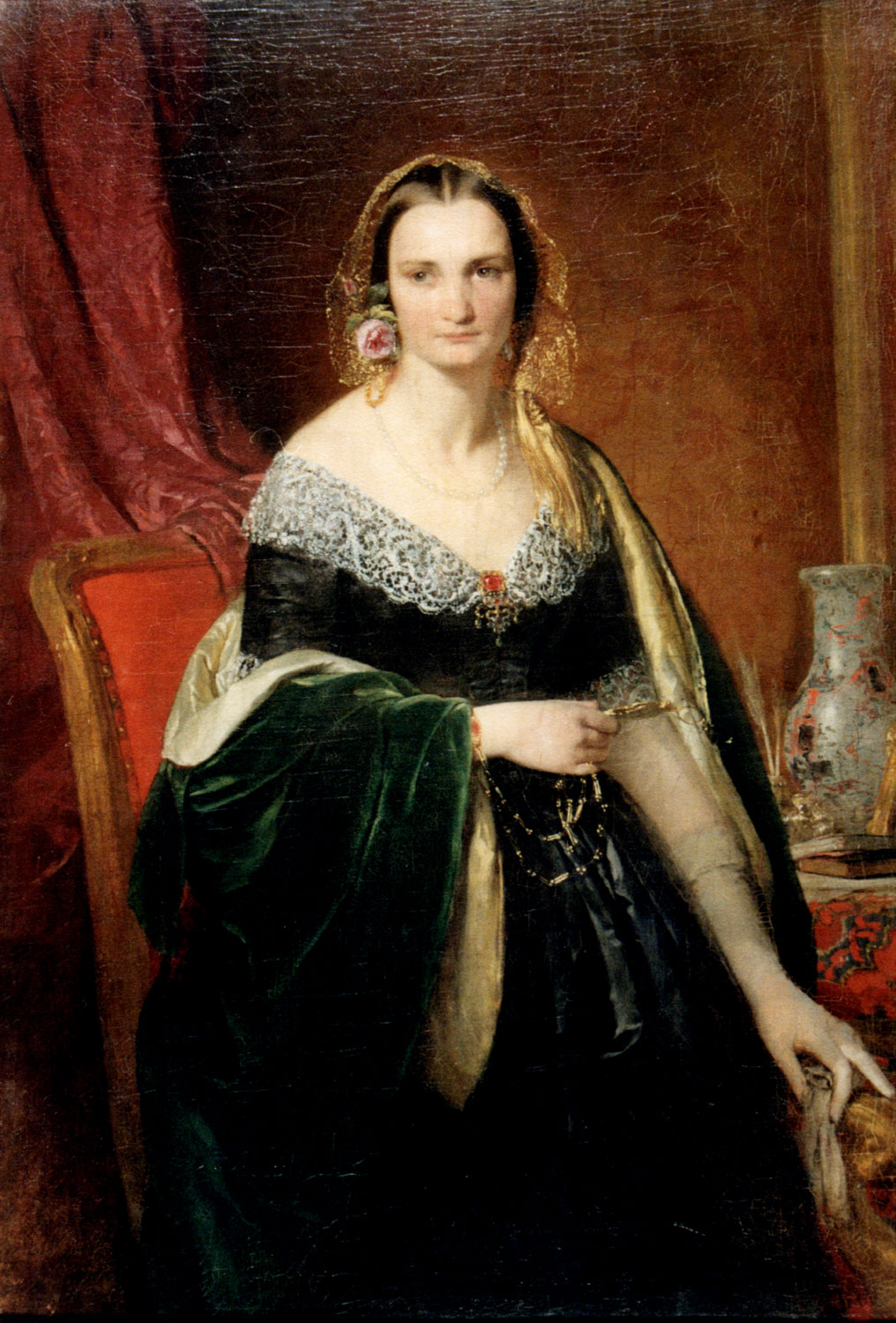
Елизавета Кривцова на портрете Винтерхальтера

Смерть брата Николая, управлявшего всем его хозяйством, заставила Кривцова в декабре 1843 года выйти в остановку. Передав все дела Бутенёву, он вернулся в Россию. Был хорошо знаком с Пушкиным, князем П. А. Вяземским, И. С. Тургеневым и Н. В. Гоголем. По отзывам последнего, Кривцов был «суров и любил только одного себя». По мнению А. А. Иванова, своим «беззаконным, немым правлением» он деморализовало художников и развращал их денежными подачками и хлопотами о продлении стипендии. Один из современников так охарактеризовал Кривцова:

Представлял собой тип русского барина доброго старого времени, не лишенного, впрочем, здравого взгляда вообще и даже на искусство; так, составленный тогда проект об учреждении мозаического отделения, по рассмотрении советом Академии Художеств, одобрен был вполне, и признано, что, действительно, не в одной из стран Европы нельзя столь удобно и с наименьшим расходом учредить такое отделение, как в России
Скончался скоропостижно от удара в августе 1844 года в Любичах, имении брата Николая, в Кирсановском уезде, Тамбовской губернии, где и был похоронен. А. О. Смирнова писала: «Кривцов умер в прошлом году; он был, что называется тонкая штука, ума приятного и обхождения легкого. Он не имел, впрочем, значения в этих видах, а так только имел ум про случай».

## Семья
Жена (20.11.1837, Флоренция) — княжна Елизавета Николаевна Репнина (12.09.1816—1855), фрейлина двора (01.07.1833), дочь князя Николая Григорьевича Репнина-Волконского от его брака с Варварой Алексеевной  Разумовской. 
«Кривцов бывал очень часто у нас в Риме, — вспоминала княжна Варвара Репнина, — и играл с папа в шахматы. Вскоре я заметила, что его весьма занимает моя сестра Лили. Позже она мне призналась, что отвечает ему взаимностью. Я начала действовать, чтобы ускорить дело. Мама была против... Мы переехали во Фраскати на виллу Мутти. Кривцов часто приезжал туда, но медлил с признанием, но наконец решился сказать мне, что любит мою сестру. Благодаря влиянию, которое брат Вася имел мама, она дала свое согласие».
Партия эта для Кривцова была «блестящая и выгодная», но по его признанию страсти в нем не было и действовал он рассудительно. Избранница его была девушка обворожительная (семье её называли «Лили Прекрасная») и принесла в приданое имение Тамалу, в Балашевском уезде Саратовской губ в 1200 душ. После смерти мужа жила в Москве. Будучи очень богомольной, она, по словам Бертенева, «в Успенский пост, питаясь одним картофелем и редькою, занемогла холерою и скончалась», оставив дочь и сына – на попечении Сергея Кривцова и своей сестры, княжны Варвары Николаевны Репниной. 
- Ольга (10.09.1838—27.04.1926), замужем (с 12.07.1857) за Николаем Михайловичем Орловым (1822—1886).
- Николай (1840—01.01.1872), гвардии ротмистр, скончался скоропостижно от апоплексического удара в Женеве.